# Faenza
Faenza (romanyol nyelven Fènza vagy Fẽza) település Olaszországban, Emilia-Romagna régióban, Ravenna megyében, az Appennin-hegység lábainál, püspöki székhely. Lakosainak száma 58 710 fő (2023. január 1.). Faenza Bagnacavallo, Castel Bolognese, Riolo Terme, Solarolo, Brisighella, Cotignola, Russi és Forlì községekkel határos.

## Népesség
A település lakossága az elmúlt években az alábbi módon változott:
| Lakosok száma | 58 541 | 58 542 | 58 797 | 58 710 |
|               | 2015   | 2016   | 2018   | 2023   |

## Nevezetességei
A római kori Faventia település már híres volt etruszk eredetű kerámiáiról. A kerámiagyártásban betöltött nemzetközi hírnevét mindmáig megőrizte. A város nevéből származik számos nyelvben – egymástól bizonyos mértékig eltérő tartalommal – a kerámia egy fajtájának elnevezése: faïence (francia), faience (angol), fayence (német), fajansz (magyar) stb.
Jelentősége a középkorban és a reneszánszban is folyamatos volt. Említést nyer Dante Isteni színjátékának mindhárom részében, pl. a Pokol XXXII. énekének  122. sorában.
A város mintegy 15 km-re fekszik Imolától, ahol Olaszország egyik jelentős autóverseny-pályája található. Elhelyezkedése folytán itt működött, ill. működik több Formula–1-es versenyistálló: a Minardi, majd a Red Bull Racing fiókcsapata, a 2010-től önálló Scuderia Toro Rosso, amely 2020-tól Scuderia AlphaTauri néven szerepel.

## Látnivalók
- Nemzetközi Kerámiamúzeum
- 15. század végi katedrális
- A Piazza del Popolo és a Piazza della Libertà középkori eredetű palotái, köztük a Palazzo del Podestà és a Palazzo Manfredi
- Óratorony (az eredetileg 1604-es épület rekonstrukciója)